# Okres Andelfingen
Okres Andelfingen (německy Bezirk Andelfingen) je jedním z 12 okresů v kantonu Curych ve Švýcarsku. Administrativním centrem okresu je Andelfingen.

## Poloha
Okres Andelfingen se nachází v převážně zemědělské oblasti v nejsevernější části kantonu Curych. Rozkládá se severozápadně a severně od města Winterthur, na východě sousedí s kantonem Thurgau, na severu a severovýchodě je ohraničen Rýnem a na západě zalesněnými kopci, zvanými Irchel. Řeka Thur protéká celým okresem od jihovýchodu k severozápadu a vlévá se do Rýna. Na úplném severu okresu, na hranici s kantonem Schaffhausen, se nachází Rýnské vodopády.

## Seznam obcí
| Znak                 | Název obce           | Počet obyvatel (31. 12. 2023) | Rozloha (km²) | Hustota zalidnění (obyv./km²) |
| -------------------- | -------------------- | ----------------------------- | ------------- | ----------------------------- |
| Andelfingen          | Andelfingen          | 3578                          | 16,99         | 211                           |
| Benken               | Benken               | 853                           | 5,66          | 511                           |
| Berg am Irchel       | Berg am Irchel       | 600                           | 7,01          | 86                            |
| Buch am Irchel       | Buch am Irchel       | 1032                          | 10,21         | 101                           |
| Dachsen              | Dachsen              | 1971                          | 2,70          | 730                           |
| Dorf                 | Dorf                 | 721                           | 5,56          | 130                           |
| Feuerthalen          | Feuerthalen          | 3811                          | 2,48          | 1537                          |
| Flaach               | Flaach               | 1488                          | 10,17         | 146                           |
| Flurlingen           | Flurlingen           | 1514                          | 2,42          | 626                           |
| Henggart             | Henggart             | 2325                          | 3,03          | 767                           |
| Kleinandelfingen     | Kleinandelfingen     | 2203                          | 10,29         | 214                           |
| Laufen-Uhwiesen      | Laufen-Uhwiesen      | 1813                          | 6,28          | 289                           |
| Marthalen            | Marthalen            | 1953                          | 14,13         | 138                           |
| Ossingen             | Ossingen             | 1703                          | 13,09         | 130                           |
| Rheinau              | Rheinau              | 1290                          | 8,95          | 144                           |
| Stammheim            | Stammheim            | 2902                          | 23,96         | 121                           |
| Thalheim an der Thur | Thalheim an der Thur | 1026                          | 6,44          | 159                           |
| Trüllikon            | Trüllikon            | 1095                          | 9,56          | 115                           |
| Truttikon            | Truttikon            | 470                           | 4,41          | 107                           |
| Volken               | Volken               | 384                           | 3,20          | 120                           |
| Celkem (20)          | Celkem (20)          | 32 732                        | 166,54        | 197                           |